# Copa de la UEFA 1978-1979
La Copa de la UEFA 1978–79 fou guanyada pel Borussia Mönchengladbach, que va guanyar l'Estrella Roja de Belgrad a la final a doble partit, per un resultat global de 2-1.

## Primera ronda
| Equip 1                     | Global | Equip 2                  | Anada | Tornada |
| --------------------------- | ------ | ------------------------ | ----- | ------- |
| Dukla Praha                 | 2–1    | Lanerossi Vicenza        | 1–0   | 1–1     |
| A.C. Milan                  | (p)1–1 | Lokomotiva Kosice        | 1–0   | 0–1     |
| PFC CSKA Sofia              | 3–5    | València CF              | 2–1   | 1–4     |
| Borussia Mönchengladbach    | 7–2    | SK Sturm Graz            | 5–1   | 2–1     |
| FC Argeş Piteşti            | 5–1    | Panathinaikos            | 3–0   | 2–1     |
| Athletic Club               | 2–3    | Ajax Amsterdam           | 2–0   | 0–3     |
| Finn Harps FC               | 0–10   | Everton FC               | 0–5   | 0–5     |
| Jeunesse Esch               | 0–2    | Lausanne Sports          | 0–0   | 0–2     |
| FC Nantes Atlantique        | 0–2    | SL Benfica               | 0–2   | 0–0     |
| Sporting de Gijón           | 3–1    | Torino FC                | 3–0   | 0–1     |
| SC Braga                    | 7–3    | Hibernians FC            | 5–0   | 2–3     |
| Galatasaray SK              | 2–6    | West Bromwich Albion FC  | 1–3   | 1–3     |
| Berliner FC Dynamo          | 6–6(c) | Estrella Roja de Belgrad | 5–2   | 1–4     |
| KuPS                        | 6–5    | Boldklubben 1903         | 2–1   | 4–4     |
| FC Basel                    | 3–7    | VfB Stuttgart            | 2–3   | 1–4     |
| FC Torpedo Moscou           | 7–3    | Molde F.K.               | 4–0   | 3–3     |
| IF Elfsborg                 | 3–4    | RC Strasbourg            | 2–0   | 1–4     |
| MSV Duisburg                | 10–2   | Lech Poznań              | 5–0   | 5–2     |
| Standard Liège              | 1–0    | Dundee United FC         | 1–0   | 0–0     |
| I.K. Start                  | 0–1    | Esbjerg fB               | 0–0   | 0–1     |
| Arsenal F.C.                | 7–1    | Lokomotive Leipzig       | 3–0   | 4–1     |
| FC Carl Zeiss Jena          | 3–2    | Lierse SK                | 1–0   | 2–2     |
| IBV                         | (c)1–1 | Glentoran FC             | 0–0   | 1–1     |
| FC Twente                   | 3–4    | Manchester City FC       | 1–1   | 2–3     |
| Hibernian FC                | 3–2    | IFK Norrköping           | 3–2   | 0–0     |
| FCU Politehnica Timişoara   | 3–2    | MTK Hungária FC          | 2–0   | 1–2     |
| Pezoporikós Ómilos Làrnakas | 3–7    | Śląsk Wrocław            | 2–2   | 1–5     |
| Olympiacos                  | 3–4    | PFC Levski Sofia         | 2–1   | 1–3(pr) |
| FC Dinamo Tbilisi           | 3–1    | SSC Napoli               | 2–0   | 1–1     |
| Hajduk Split                | 3–2    | SK Rapid Wien            | 2–0   | 1–2     |
| Hertha BSC Berlin           | 2–1    | PFC Botev Plovdiv        | 0–0   | 2–1     |
| Budapest Honvéd FC          | 8–2    | Adanaspor                | 6–0   | 2–2     |

## Segona ronda
| Equip 1            | Global | Equip 2                   | Anada | Tornada |
| ------------------ | ------ | ------------------------- | ----- | ------- |
| Ajax Amsterdam     | 5–0    | Lausanne Sports           | 1–0   | 4–0     |
| Budapest Honved FC | 4–2    | FCU Politehnica Timişoara | 4–0   | 0–2     |
| Everton FC         | 2–2(c) | Dukla Praha               | 2–1   | 0–1     |
| FC Argeş Piteşti   | 4–6    | València CF               | 2–1   | 2–5     |
| FC Carl Zeiss Jena | 0–3    | MSV Duisburg              | 0–0   | 0–3(pr) |
| FC Torpedo Moscou  | 2–3    | VfB Stuttgart             | 2–1   | 0–2     |
| Hajduk Split       | 2–2(c) | Arsenal F.C.              | 2–1   | 0–1     |
| Hertha BSC Berlin  | 2–1    | FC Dinamo Tbilisi         | 2–0   | 0–1     |
| IBV                | 1–4    | Śląsk Wrocław             | 0–2   | 1–2     |
| KuPS               | 1–6    | Esbjerg fB                | 0–2   | 1–4     |
| Manchester City FC | 4–2    | Standard Liège            | 4–0   | 0–2     |
| PFC Levski Sofia   | 1–4    | A.C. Milan                | 1–1   | 0–3     |
| RC Strasbourg      | 2–1    | Hibernian FC              | 2–0   | 0–1     |
| SC Braga           | 0–3    | West Bromwich Albion FC   | 0–2   | 0–1     |
| SL Benfica         | 0–2    | Borussia Mönchengladbach  | 0–0   | 0–2(pr) |
| Sporting de Gijón  | 1–2    | Estrella Roja de Belgrad  | 0–1   | 1–1     |

## Tercera ronda
| Equip 1                  | Global | Equip 2                 | Anada | Tornada |
| ------------------------ | ------ | ----------------------- | ----- | ------- |
| A.C. Milan               | 2–5    | Manchester City FC      | 2–2   | 0–3     |
| Borussia Mönchengladbach | 5–3    | Śląsk Wrocław           | 1–1   | 4–2     |
| Budapest Honvéd FC       | 4–3    | Ajax Amsterdam          | 4–1   | 0–2     |
| Esbjerg fB               | 2–5    | Hertha BSC Berlin       | 2–1   | 0–4     |
| RC Strasbourg            | 0–4    | MSV Duisburg            | 0–0   | 0–4     |
| Estrella Roja de Belgrad | 2–1    | Arsenal F.C.            | 1–0   | 1–1     |
| València CF              | 1–3    | West Bromwich Albion FC | 1–1   | 0–2     |
| VfB Stuttgart            | 4–5    | Dukla Praha             | 4–1   | 0–4     |

## Quarts de final
| Equip 1                  | Global | Equip 2                  | Anada | Tornada |
| ------------------------ | ------ | ------------------------ | ----- | ------- |
| Budapest Honvéd FC       | 4–4(c) | MSV Duisburg             | 2–3   | 2–1     |
| Hertha BSC Berlin        | 3–2    | Dukla Praha              | 1–1   | 2–1     |
| Manchester City FC       | 2–4    | Borussia Mönchengladbach | 1–1   | 1–3     |
| Estrella Roja de Belgrad | 2–1    | West Bromwich Albion FC  | 1–0   | 1–1     |

## Semifinals
| Equip 1                  | Global | Equip 2                  | Anada | Tornada |
| ------------------------ | ------ | ------------------------ | ----- | ------- |
| MSV Duisburg             | 3–6    | Borussia Mönchengladbach | 2–2   | 1–4     |
| Estrella Roja de Belgrad | (c)2–2 | Hertha BSC Berlin        | 1–0   | 1–2     |

## Final
| Equip 1                  | Global | Equip 2                  | Anada | Tornada |
| ------------------------ | ------ | ------------------------ | ----- | ------- |
| Estrella Roja de Belgrad | 1–2    | Borussia Mönchengladbach | 1–1   | 0–1     |

| Campió de la Copa de la UEFA 1978-79 |
| ------------------------------------ |
| Borussia Mönchengladbach Segon títol |